# كهف دامجيلي
كهف دامجيلي (بالأذربيجانية: Damcılı mağarası)، هو موقع كهف نصف دائري (6400-6000 قبل الميلاد) في أذربيجان، حيث تم اكتشاف أدلة على الوجود البشري في عصور ما قبل التاريخ خلال العصر الحجري القديم والعصر الحجري.
عُثِر على أدوات حجرية مختلفة ورؤوس سهام وسكاكين صوان وبقايا مواقد وعظام حيوانات متحجرة في الكهف.
عُثِر على آثار مغرة في مغارة الكهف، مما يضفي مصداقية على الفكرة القائلة بأن الساكنين لديهم رغبة في التعامل مع الرمزية والجماليات. تمتزج طبقات الرواسب، التي عُثِر فيها على المغرة، مع طبقات متأخرة أكثر مما يشير إلى أن استخدام المغرة يعود إلى الثقافة الموستيرية.